# Travelingue
 (novembre 2018).
Si vous disposez d'ouvrages ou d'articles de référence ou si vous connaissez des sites web de qualité traitant du thème abordé ici, merci de compléter l'article en donnant les références utiles à sa vérifiabilité et en les liant à la section « Notes et références ».
 (mai 2010).
Travelingue est un roman français de Marcel Aymé, initialement publié dans les colonnes de l'hebdomadaire Je suis partout, du 20 septembre 1941 au 17 janvier 1942puis aux éditions Gallimard, en collection « Blanche », à la fin de l'année 1941.

## Historique
Le titre est tiré de la prononciation francisée du terme cinématographique anglais traveling.
Marcel Aymé considérait ce roman comme son préféré.
- Il s'agit en première approche d'une étude sociale qui souligne en particulier (le titre focalise sur ce point) le ridicule d'un snobisme que l'auteur n'aura de cesse d'analyser dans son essai de 1949, Le Confort intellectuel.

À partir du décès d'un chef d'entreprise, dont le premier chapitre narre l'AVC fatal, le roman commence sous des apparences de drame bourgeois : gestion de l'héritage, découverte d'une maîtresse, conflits familiaux, etc. 
Aymé en tire en effet des éclairages satiriques, critique en particulier de la petite bourgeoisie, non sans cohérence avec la thématique du Bœuf Clandestin publié en 1939.
- L'auteur met en lumière l'égoïsme des nantis face aux revendications ouvrières sous le Front populaire tout en analysant plus subtilement les rapports de force sociaux qui régissent les grèves.

Il semble peindre l'imbécillité de l'extrême droite incarnée par le personnage de Malinier qui met dans le même sac « les peintres cubistes, les alcooliques, les espions allemands, les communistes débraillés, les juifs et les provocateurs moscovites », mais sur ce plan le roman va au-delà des stéréotypes. 
En effet, Malinier ne peut être réduit à une brute : ancien combattant en stress post-traumatique, il peine à se réadapter et souffre, dans sa vie privée (il est cocu, il fait peur à son jeune fils) comme dans sa vie morale (il cherche à quelles valeurs se raccrocher) .
- Les trois variétés humaines et sociales ont chacune des tics de vocabulaire que l'auteur est habile à restituer, comme il le fera de nouveau, sur le thème du snobisme, dans certaines pages du Confort intellectuel.

1. Par exemple dans la famille Ancelot (à la fois petite bourgeoise et branchée), on affectionne une cinéphilie délirante et un amour des arts échevelé qui s'exprime par l'éloge du cinéma soviétique en ces termes : « primitivisme bouleversant », « latence transcendantale », « formidablement inouï ». Cependant, dans cette famille, le père ne partage pas l'engouement pour le snobisme.
2. Dans la famille Lasquin, bourgeoise industrielle depuis des générations, les femmes ont appris chez les dames de l'Assomption « à devenir du jour au lendemain une veuve accomplie ». Ainsi Madame Lasquin écrit-elle machinalement après la mort de son mari (dont elle est assez soulagée) des remerciements appris par cœur. Elle garde une part de naïveté dans tout le roman.
3. Malinier éructe sur les manifestations du Front populaire « composé de chiens judéo-marxiste hurlants et bavants prêts à dévorer le cœur de la France », mais ne sait pas exactement où il en est : il demande à Chauvieux, personnage d'équilibre, qui passe dans le roman mais finit par décider de partir, son camarade du front, de l'aider à trouver des repères. Malinier témoigne de l'importance de la guerre dans l'oeuvre de Marcel Aymé : il incarne les traumatismes de l'ancien combattant de 14-18. Malinier réapparaît dans Le Chemin des Ecoliers, en 1946, toujours aussi perturbé, déchiré, au point de s'engager dans la LVF. Les propos de Malinier, sortis du contexte ont d'ailleurs pu à alimenter la controverse sur l'antisémitisme supposé de l'auteur, mais moins que des analyses sur la description de Lina Lebon dans Le Chemin des Ecoliers. Voir controverse et discussions.

- Avec Travelingue, Marcel Aymé esquisse un aperçu de plusieurs milieux parisiens, dont le milieu littéraire dont il fait partie. Le portrait d'un auteur à succès avide d'honneur et de reconnaissance est dressé à travers Pontdebois (cousin des Lasquin), avare, mesquin, affectant avec l'argent une désinvolture qu'il est loin d'avoir. Luc Pontdebois (caricature de Mauriac ?) n'est pourtant pas dépourvu d'acuité dans le jugement.
- Enfin la grande trouvaille du roman, que Roger Nimier saluera comme « l'incarnation de la sagesse des nations », est un coiffeur chez lequel le chef du gouvernement ou différents ministres, dont "Vincent Auriol qui tire la chasse d'eau") viennent prendre conseil. Au fil du roman, les interventions du coiffeur (sorte de représentation du peuple) prennent une place croissante - techniquement inspirée du monologue dans la nouvelle "Knate", publiée en 1934. Si pour Marcel Aymé ce procédé n'est pas entièrement nouveau, il le développe cette fois sur plusieurs chapitres, veillant avec une élégance nonchalante à ménager, à la fin du roman, la possibilité d'un contact entre le coiffeur Moutot et les autres fils de l'intrigue pseudo-policière qui fait avancer la narration (le coiffeur pourrait sauver la mise de Luc Pontdebois, menacé par une enquête judiciaire, mais cette affaire trouve d'elle-même sa solution, et la visite de l'écrivain au coiffeur fournit l'occasion d'un monologue de clôture de ce dernier qui s'éloigne délibérément de la trame du roman).

Ce roman ironique et innovant sur le plan formel (les propos "politiques" du coiffeur Moutot servant de contrepoint au déroulement de l'intrigue, qui devient de plus en plus un prétexte, et un certain décousu très travaillé dans la construction pouvant annoncer la forme encore plus innovante, en 1960, des Tiroirs de l'Inconnu) peut être lu comme un témoignage littéraire relatif à une époque désormais ancienne et historique, écrit par un auteur qui avait déjà tâté de l'essai en 1938 avec Silhouette du Scandale, et cherchait à rendre compte de son environnement en trouvant le moyen d'apporter du commentaire dans la fiction (comme il le fera, dans Le Chemin des Ecoliers, par le procédé des notes en bas de page).
Pour autant, l'ouvrage reste parfois cité dans des commentaires contemporains (par exemple dans Le Figaro du 7 décembre 2018, à propos de la crise des gilets jaunes), les troubles et les manifestations qu'il évoque (en toile de fond) n'ayant pas perdu toute actualité, au moins à titre de référence, dans la société française du 21e siècle.